# Pedro Cahn
Pedro Cahn (Buenos Aires, 29 de agosto de 1947) é um médico argentino especializado em infectología e líder da luta contra o HIV/aids em Argentina. Foi presidente da Sociedade Internacional de AIDS de 2006 a 2008.

## Biografia
Recebeu-se de médico na Universidade de Buenos Aires em 1971 e especializou-se em infectologia como as doenças de dita área, estão vinculadas às condições sociais.
Em 1989 fundou a Fundação Hóspede junto com Kurt Frieder, uma entidade de bem público e sem fins de lucro dedicada à investigação, a assistência e a prevenção do HIV/Aids.
Em 2014 foi declarado Cidadão ilustre pela Legislatura da Cidade Autónoma de Buenos Aires. Ainda que está aposentado, o Dr. Cahn continua atendendo no Hospital Fernández de maneira gratuita.

## Carreira
Em 1979 começou a trabalhar no Hospital Fernández e dois anos depois atendeu aos primeiros casos de HIV do país. Tratou aos vocalistas Miguel Avô e Federico Moura.
Em 2006 foi eleito presidente da IAS, durante o seu mandato organizou a XVII Conferência Internacional sobre o Aids que foi a primeira realizada na América Latina e publicou a obra O HIV/Aids desde uma perspectiva integral em 2007.

### Tratamento moderno do HIV
Para tratar a doença no mundo usava-se a triplo–terapia que consistia no uso de três drogas, tomadas diariamente uma vez e todos os dias. Tinha-se demonstrado que este era o tratamento mais eficaz, mas com o tempo resultava tóxico na maioria dos pacientes e tinha um custo económico mediamente alto nos países em desenvolvimento.
Em 2013 surgiu o medicamento Dolutegravir de resultados esperanzadores e com fama de uma toxicidade praticamente nula. Cahn experimentou a eficácia do fármaco junto com a conhecida Lamivudina e descobriu a rápida efectividade da fórmula na negativização do vírus, o que o levou a ampliar sua investigação no chamado Projecto Gardel. Os resultados da sua investigação foram favoráveis em mais de 90% dos pacientes tratados e foram apresentados ao Mundo no 14° Congresso Europeu de Aids, realizado em outubro de 2013 na Bélgica. Ademais o tratamento proposto é muito menos tóxico e de um custo económico menor.